# Ortodoxní judaismus
| Židé a judaismus |
| Židé • Judaismus • Kdo je Žid |
| Ortodoxní • Konzervativní (Masorti) Progresivní (Reformní - Liberální) • Ultraortodoxní Samaritáni • Falašové • Karaité                                                                                            |
| Etnické skupiny a jazyky |
| Aškenázové • Sefardové • Mizrachim Hebrejština • Jidiš • Ladino • Ge'ez • Buchori |
| Populace (vývoj) |
| Evropa • Amerika • Asie • Afrika • Austrálie |
| Náboženství |
| Bůh • Principy víry • Boží jména 613 micvot • Halacha • Noachidské zákony Mesiáš • Eschatologie |
| Židovské myšlení, filosofie a etika |
| Židovská filosofie Cdaka • Musar • Vyvolenost Chasidismus • Kabala • Haskala |
| Náboženské texty |
| Tóra • Tanach • Mišna • Talmud • Midraš Tosefta • Mišne Tora • Šulchan aruch Sidur • Machzor • Pijut • Zohar |
| Životní cyklus, tradice a zvyky |
| Obřízka • Pidjon ha-ben • Simchat bat • Bar micva Šiduch • Svatba • Ketuba • Rozvod (Get) • Pohřeb Kašrut • Židovský kalendář • Židovské svátky Talit • Tfilin • Cicit • Kipa Mezuza • Menora • Šofar • Sefer Tora |
| Významné postavy židovství |
| Abrahám • Izák • Jákob • Mojžíš Šalomoun • David • Elijáš • Áron Maimonides • Nachmanides • Raši Ba'al Šem Tov • Ga'on z Vilna • Maharal                                                                           |
| Náboženské budovy a instituce |
| Chrám • Synagoga • Ješiva • Bejt midraš Rabín • Chazan • Dajan • Ga'on Kohen (kněz) • Mašgiach • Gabaj • Šochet Mohel • Bejt din • Roš ješiva                                                                      |
| Židovská liturgie |
| Šema • Amida • Kadiš Minhag • Minjan • Nosach Šacharit • Mincha • Ma'ariv • Musaf |
| Dějiny Židů |
| starověk • středověk • novověk |
| Blízká témata |
| Antisemitismus • Gój • Holocaust • Izrael Filosemitismus • Sionismus Abrahámovská náboženství |
| z • d • e |

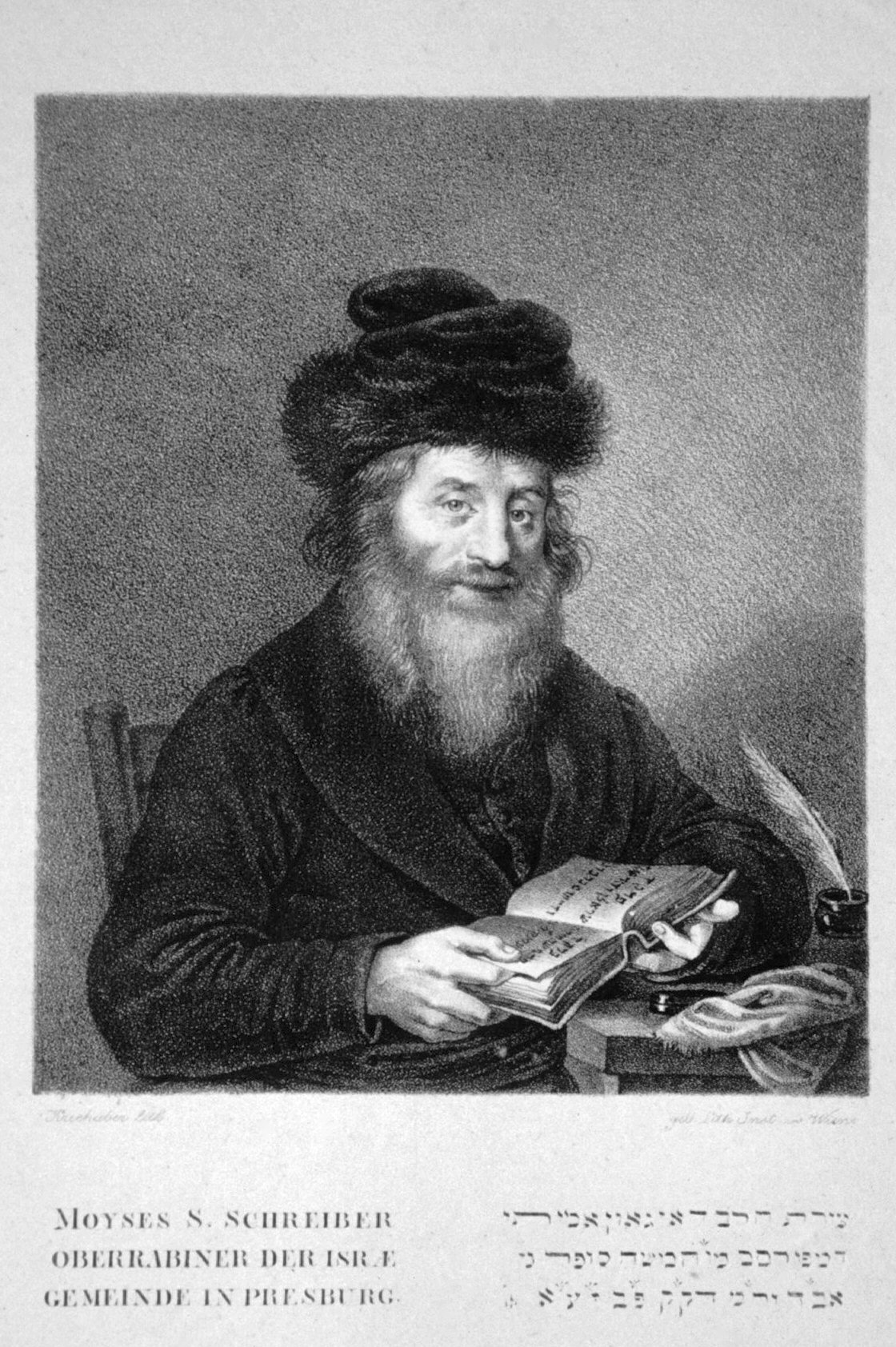
Moše Schreiber zvaný Chatam Sofer (1762-1839), talmudista a vrchní rabín v Bratislavě, je považován za otce obecné ortodoxie a zejména ultraortodoxie.

Ortodoxní judaismus je jeden z proudů judaismu, který v současnosti zastává zhruba 20–30 % světové populace židů.[zdroj?]

## Historie
Tento termín se objevil začátkem 19. století, když se od judaismu začaly odštěpovat volněji smýšlející skupiny, ze kterých později vzešel reformní (liberální) a konzervativní judaismus. Název „ortodoxní“ pochází z řečtiny a je používán především v souvislosti s východním křesťanstvím, které se česky nazývá pravoslavné (z platónského ὀρθός orthos – správný, a δόξα doxa – názor). Ortodoxní židé o sobě často též hovoří jako o „tradičních židech“,[zdroj?] čímž zdůrazňují věrnost tradici, konkrétně tradici židovského náboženského života tak, jak byla ustálena především ve východní Evropě v době od středověku až do konce 19. století. Ortodoxní judaismus není monolitní ideový celek, naopak sám se dělí na další podskupiny. Nejznámější a nejdůležitější jsou:
- Charedim – tzv. „ultraortodoxní židé“. Tvoří zhruba 14 % všech Židů.[2] Charedim se dále dělí na Chasidim – chasidy, chasidské židy a Mitnagdim – odpůrce (konkrétně chasidismu).
- Moderní ortodoxie – hebrejsky: Datim („náboženští“, někdy tento výraz označuje všechny věřící židy jako celek oproti židům sekulárním).

Ortodoxní židé jako celek jsou tradiční stoupenci rabínského judaismu, kteří se považují za jediný věrný zdroj neměnné víry Izraele. Ortodoxní judaismus klade silný důraz na autentičnost zjevení Tanachu a plnou autoritu rabínského zákona a jeho interpretace v Talmudu a dalších dílech rabínské literatury.